# Romina (film)
Romina è un film del 2018 scritto e diretto da Diego Cohen. 

## Trama
Un gruppo di adolescenti decide di trascorrere le proprie vacanze al campeggio Lago de cristal, un paradiso naturale messicano. Durante il viaggio in auto, uno dei ragazzi, Diego, prova a contattare Romina, un'amica che l'aveva cercato insistentemente via cellulare. Giunti a destinazione, il campeggio si rivela deserto e quando Ezequiel e Ramón si imbattono nell'unica altra ospite del Lago, scoprono che si tratta di Romina. Mentre gli amici trascorrono la serata attorno al falò, i due ragazzi cercano la tenda di Romina e, trovata, violentano la giovane. Il mattino seguente si svegliano ritrovandosi l'auto inutilizzabile e l'unico telefono funzionante ormai scollegato. Nel corso della giornata Romina adesca, cattura e tortura tutti gli ospiti del campeggio e il guardaboschi.

## Accoglienza
Sul sito Rotten Tomatoes Roger Moore di Movie Nation ha definito il film come immaturo e amatoriale, carente dal punto di vista stilistico e incapace di offrire un'esperienza da splatter movie perché privo di vere scene horror, dato che si limita a presentare, attraverso gli occhi dei personaggi risparmiati dalla furia di Romina, vittime tagliate a pezzi o, se ancora vive, legate e in lacrime.